# Marguerite de Witt-Schlumberger
Marguerite Pauline Ernestine de Witt-Schlumberger, född 1853, död 1924, var en fransk aktivist, känd för sin kampanj för kvinnlig rösträtt och mot prostitution och alkohol. Hon var internationellt berömd under sin samtid och mottog Hederslegionen 1920. 
Hon var född i en protestantisk överklassfamilj. Hon engagerade sig i välgörenhet och genom denna i den sociala renhetsrörelsen, där hon verkade mot alkoholism och reglementerad prostitution. 
Genom sitt arbete i sociala renhetsrörelsen kom hon i kontakt med feminism, och blev aktiv i rörelsen för rösträtt för kvinnor. Hon blev 1913 ordförande i Union française pour le suffrage des femmes och 1917 vice ordförande i International Women's Suffrage Alliance. Hon deltog som rösträttsaktivist i fredskonferensen i Paris (1919). Under första världskriget engagerade sig rösträttsrörelsen i krigsansträngningen, och 1917 hon en petition till franska regeringen där hon bad om att kvinnor skulle få rösträtt med hänvisning till deras arbete under kriget. Denna petition fick godkännande av parlamentet 1922, men verkställdes aldrig. 